# Philodendron melanochrysum
Philodendron melanochrysum là một loài thực vật có hoa trong họ Ráy (Araceae). Loài này được Linden & André miêu tả khoa học đầu tiên năm 1873.